# Djimrangar Dadnadji
Joseph Djimrangar Dadnadji (Africa Equatoriale Francese, 1º gennaio 1954 – N'Djamena, 31 dicembre 2019) è stato un politico ciadiano.
È stato Primo ministro del Ciad dal gennaio al novembre 2013. Muore il 31 dicembre 2019, a 65 anni.